# Creobroter apicalis
Creobroter apicalis es una especie de mantis de la familia Hymenopodidae.

## Distribución geográfica
Se encuentra en la India, Nepal, Bangladés, China  y Java.